# Унгарци в Румъния
Унгарците са най-голямата малцинствена етническа група в Румъния. Към преброяването от 2002 г. в Румъния живеят 1,43 милиона унгарци, или 6,6% от населението на страната.
Повечето унгарци в Румъния живеят в Трансилвания, която до 1920 г. е част от Унгария, когато влиза в сила Трианонският договор. Там унгарците съставляват около 20% от населението. Трансилвания включва също историческите райони Банат, Крияна и Марамуреш. Унгарците съставляват голяма част от населението в областите Харгита (85%) и Ковасна (74%) и голям процент в областите Муреш (39%), Сату Маре (35%), Бихор (25%), Саладж (23%), Клуж (17%) и Арад (11%).
Сред унгарските етнически групи в Румъния най-голямата е групата секеи (около 600 000 души, тоест 40% от всички унгарци в Румъния).
Унгарците в Румъния са най-голямата общност на унгарците извън Унгария.
|  | Тази страница частично или изцяло представлява превод на страницата Hungaroj en Rumanio в Уикипедия на есперанто. Оригиналният текст, както и този превод, са защитени от Лиценза „Криейтив Комънс – Признание – Споделяне на споделеното“, а за съдържание, създадено преди юни 2009 година – от Лиценза за свободна документация на ГНУ. Прегледайте историята на редакциите на оригиналната страница, както и на преводната страница, за да видите списъка на съавторите. ВАЖНО: Този шаблон се отнася единствено до авторските права върху съдържанието на статията. Добавянето му не отменя изискването да се посочват конкретни източници на твърденията, които да бъдат благонадеждни. |